# Curtis Jones (cầu thủ bóng đá)
Curtis Julian Jones (sinh ngày 30 tháng 1 năm 2001) là một cầu thủ bóng đá chuyên nghiệp người Anh thi đấu ở vị trí tiền vệ cho câu lạc bộ Giải bóng đá Ngoại hạng Anh Liverpool và đội tuyển quốc gia Anh.

## Sự nghiệp câu lạc bộ

### Liverpool
Trưởng thành ở lò đào tạo của Liverpool, Curtis Jones gia nhập Liverpool khi mới 9 tuổi. Sau khi ra mắt đội U23 vào tháng 1 năm 2018, Jones đã ký hợp đồng chuyên nghiệp đầu tiên vào ngày 1 tháng 2 năm 2018.
Anh có tên trong đội hình của Liverpool trong trận đấu với Everton tại giải Premier League vào ngày 7 tháng 4 năm 2018 và được đưa vào băng ghế dự bị mà không ra sân.
Jones đã thi đấu nổi bật cho Liverpool trong giai đoạn đầu mùa giải 2018–19. Huấn luyện viên Jürgen Klopp đã khen ngợi khả năng di chuyển và kỹ năng rê dắt của anh.
Vào ngày 5 tháng 1 năm 2020, Jones có tên trong đội hình ra sân của Liverpool bao gồm chủ yếu các cầu thủ trẻ và dự bị đã đánh bại đối thủ cùng thành phố Everton với tỉ số 1–0 tại FA Cup trên sân vận động Anfield, khi chính anh là người ghi bàn thắng quyết định. Ở độ tuổi 18 tuổi 340 ngày, Curtis Jones là cầu thủ ghi bàn trẻ nhất trong trận derby Merseyside kể từ khi Robbie Fowler ghi bàn cho Liverpool vào năm 1994.
Ngày 5 tháng 7 năm 2020, Jones ghi bàn thắng đầu tiên tại Premier League vào lưới của Aston Villa vào phút 89 tại sân Anfield.
Vào ngày 22 tháng 7 năm 2020, Curtis Jones vào sân từ băng ghế dự bị trong trận đấu với Chelsea. Với việc ra sân trong trận đấu năng cao chiếc cúp vô địch sau hơn 30 năm chờ đợi của CLB, Curtis Jones đã đủ điều kiện nhận huy chương vô địch Premier League sau khi anh đã có đủ 5 lần ra sân tại giải đấu đấu hàng đầu nước Anh trong mùa giải 2019–20 với Liverpool. Vào ngày 30 tháng 7 năm 2020, anh đã được vinh danh là Cầu thủ xuất sắc nhất Premier League 2 mùa giải 2019–20 trước năm người được đề cử khác: Liam Cullen, Billy Gilmour, Jahmal Hector-Ingram, Nathan Holland và Rayhaan Tulloch.

## Danh hiệu

#### Liverpool
- Premier League: 2019–20, 2024–25
- FA Cup: 2021–22
- EFL Cup: 2021–22, 2023–24
- FA Community Shield: 2022
- UEFA Super Cup: 2019
- FIFA Club World Cup: 2019